# Захаров, Иван Ильич
Ива́н Ильи́ч Заха́ров (1814, Вислая Поляна — 1885, Санкт-Петербург) — русский дипломат, действительный статский советник, доктор маньчжурской словесности, ординарный профессор Санкт-Петербургского университета, автор «Полного маньчжурско-русского словаря» (1875). Китаевед и маньчжуровед, авторитетный в научном мире XIX века. По утверждению академика В. С. Мясникова, Захаров, наряду с В. П. Васильевым и П. Кафаровым, занял особое место среди выдающихся русских китаеведов второй половины XIX века. Каждый из троих внёс существенный новаторский вклад в определённое направление китаеведения, стоя «на вершине всего комплекса знаний о Китае, достигнутых мировой востоковедческой наукой. Именно их работы положили начало дифференциации отечественного китаеведения, появлению таких его направлений, как исследование социально-экономической истории Китая, его идеологии, создание обобщающих филологических трудов».
Количество печатных работ И. И. Захарова невелико: две, хотя и крупные, статьи в «Трудах Русской духовной миссии в Пекине», а также словарь и учебник маньчжурской грамматики. Как член Императорского Русского географического общества, он также поместил несколько заметок и рецензий в изданиях Общества. Ряд его трудов остался в рукописях.

## Биография
Сын дьячка. Родился в селе Вислая Поляна Землянского уезда Воронежской губернии в августе 1814 года.
Окончил в 1837 году Воронежскую духовную семинарию, после чего для получения высшего образования поступил в Санкт-Петербургскую духовную академию. В 1839 году по собственному желанию включён студентом в состав двенадцатой Русской духовной миссии в Пекине, выехавшей в Китай в конце того же года. В Пекине занимался преимущественно маньчжурским языком, но хорошо овладел и китайским.
Выполнял обязанности переводчика при ведении Е. П. Ковалевским, прибывшим в 1849 году в Пекин с новым составом миссии, переговоров с цинскими сановниками.
После возвращения в Россию в 1850 году был зачислен переводчиком в Азиатский департамент Министерства иностранных дел. В 1851 году был направлен переводчиком с Е. П. Ковалевским в Синьцзян для участия в переговорах, закончившихся заключением 25 июля (6 августа) того же года Кульджинского торгового трактата. Документ предусматривал создание русских факторий с консульствами в Кульдже и Чугучаке. После заключения трактата был оставлен консулом в Кульдже, став, вместе с А. А. Татариновым, назначенным в Чугучак, первым российским консулом и вообще первым постоянным иностранным дипломатическим представителем в Китае.
Летом 1864 года назначен драгоманом 5-го класса при Министерстве иностранных дел в Санкт-Петербурге, а 28 февраля (12 марта) 1866 года уволен за штат с обращением жалования в пенсию.
Осенью 1868 года Восточный факультет Императорского Санкт-Петербургского университета по представлению В. П. Васильева избрал И. И. Захарова на должность преподавателя маньчжурского языка. Захаров приступил к чтению лекций 9 (21) января 1869 года как преподаватель по найму с окладом доцента и преподавал в университете до своей смерти. 17 (29) мая 1875 года за учёные труды совет Санкт-Петербургского университета удостоил И. И. Захарова степени доктора маньчжурской словесности. 16 (28) ноября 1877 года ему было увеличено содержание до оклада экстраординарного профессора, но это учёное звание в связи с отсутствием вакансий и сохранением за ним пенсии по государственной службе он получил только 19 (31) мая 1879 года. Ординарным профессором утверждён 26 ноября (8 декабря) 1884 года.
Умер 26 сентября (8 октября) 1885 года в Санкт-Петербурге от органического порока сердца. Отпевание проходило 29 сентября (11 октября) в университетской церкви. Похоронен на Смоленском православном кладбище, могила утрачена.

## Дипломатическая служба
До заключения Кульджинского трактата 1851 года русско-китайская торговля допускалась цинскими властями исключительно через Кяхту. После поражения Китая от Великобритании в Первой опиумной войне и заключения Нанкинского договора (1842) для Великобритании были открыты пять китайских портов. Результатом стал наплыв на китайский рынок дешёвых английских товаров, создававших конкуренцию товарам российским, что обеспокоило российское правительство. Торговля через Семиречье и Синьцзян носила полулегальный характер и сопровождалась значительными рисками для русских купцов, связанными, в частности, с грабежом караванов и произволом цинских чиновников. Учреждение консульств с правом создания факторий для меновой торговли в Кульдже и Чугучаке стало результатом длительных дипломатических усилий со стороны России.
И. И. Захаров в Кульдже и А. А. Татаринов в Чугучаке организовывали консульскую службу, начиная с выбора удобных участков для строительства факторий и обеспечения строительства. На отведённом цинскими властями под факторию участке в Кульдже флаг российского консула был впервые поднят 25 июня (7 июля) 1852 года — в день рождения Николая I, о чём тому и было доложено 29 августа (10 сентября) военным министром В. А. Долгоруковым.
Консулам пришлось формировать взаимоотношения с чиновниками цинской администрации Синьцзяна, воспитанными в рамках китаецентристской идеологии, несовместимой с равенством в межгосударственных отношениях. В полномочия консулов входило «наблюдение за делами русских подданных», которые получали право консульской юрисдикции. Правительственной инструкцией в обязанности консулам вменялось «делать приезжающим в Западный Китай для торговли русским подданным постоянное внушение, чтобы они, находясь в чужой земле, вели себя сколько возможно благоприлично». Консулы контролировали вывозимые из России товары. Российские Правила для торговли с Западным Китаем от 5 февраля 1852 года предусматривали перечень запрещённых к вывозу товаров: золото, серебро, российские кредитные билеты, огнестрельное оружие и порох, а также опиум. В Министерство иностранных дел консулы направляли регулярные отчёты о ходе русско-китайской торговли.
В ходе переговоров, закончившихся заключением Кульджинского трактата, российские представители по поручению МИДа просили об открытии приграничной торговли с учреждением русских консульств и факторий также в Кашгаре. Цинская сторона, опасаясь усиления влияния России в вассальном Цинам Кашгарском ханстве с неспокойным мусульманским населением, в этом отказала. И. И. Захаров, будучи консулом в Кульдже, выполнял поручения МИДа по сбору сведений о социальной, политической и экономической обстановке также и в этом регионе.
В бытность И. И. Захарова переводчиком Е. П. Ковалевского и консулом в Кульдже через него велась переписка Правительствующего сената с Лифаньюанем.
14 (26) августа 1855 года при попустительстве цинских властей китайская чернь разграбила и сожгла русскую факторию в Чугучаке. В результате этого русская торговля здесь была прекращена, а в Кульдже — значительно сократилась. Переговоры об урегулировании претензий России в связи с этим инцидентом было поручено вести Захарову. После длительных переговоров 28 августа (9 сентября) 1858 года было достигнуто соглашение, по которому цинская администрация приняла на себя обязательства восстановить факторию и компенсировать ущерб поставкой чая стоимостью более чем на 300 тысяч рублей. В награду за это дело Захаров был возведён в звание генерального консула.

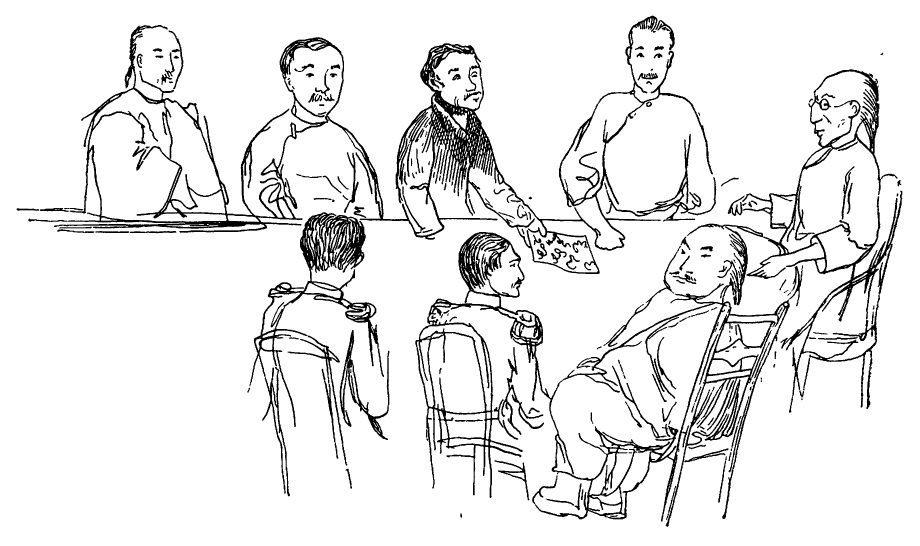
Совещание Ч. Ч. Валиханова и И. И. Захарова с представителями китайского правительства. И. И. Захаров вручает туголдаю грамоту на маньчжурском языке.
Рисунок Ч. Ч. Валиханова. Карандаш, 1856

В 1861 году Захаров консультировал генерал-губернатора Западной Сибири А. И. Дюгамеля по вопросам разграничения российских и китайских владений в Восточном Туркестане на основании Пекинского договора 1860 года. В 1862 году по ходатайству И. Ф. Бабкова Захаров назначен вместе с ним комиссаром от России для ведения в Чугучаке переговоров о делимитации границы. Переговоры проходили тяжело. Камнем преткновения стал вопрос, линия каких китайских пограничных пикетов имелась в виду сторонами Пекинского договора как ориентир границы — постоянных, созданных ещё в XVIII веке при завоевании Джунгарии, или, как утверждали маньчжурские представители, — внешних передвижных, выдвигавшихся для надзора за кочевыми племенами, имевшими китайское подданство. И. И. Захаровым было отмечено, что в китайском тексте договора использован именно термин «чан-чжу карунь», обозначавший постоянные пикеты, тогда как в русском тексте сло́ва «постоянные» не было. Российские комиссары не преминули воспользоваться незнанием русского языка их китайскими коллегами.
Переговоры дважды прерывались российскими представителями, заявлявшими, что позиция цинской стороны не соответствует букве договора. Цинская сторона, в свою очередь, была обеспокоена разгоравшимся Дунганским восстанием, грозившим перекинуться на Синьцзян, где, помимо дунган, ислам исповедовало также многочисленное уйгурское население. Поэтому Китай был заинтересован иметь Россию своим союзником с определённой русско-китайской границей в этом регионе. Переговоры были завершены 25 сентября (7 октября) 1864 года подписанием Чугучакского протокола на основе представленного российскими комиссарами проекта границы. В награду за успешное завершение этих переговоров И. И. Захаров произведён в чин действительного статского советника.
После выхода в отставку Министерство иностранных дел периодически обращалось к Захарову за консультациями, а в 1879 году исходатайствовало для него высочайшую милость, чтобы его пенсия не была препятствием к дальнейшей службе.

## Научная деятельность

### История и история права Китая
И. И. Захаров первым среди учёных России и Западной Европы начал изучать историю экономики, гражданского права и историческую демографию Китая. Его работы «Историческое обозрение народонаселения Китая» (1852) и «Поземельная собственность в Китае» (1853), опубликованные в «Трудах членов русской духовной миссии в Пекине», охватывают кардинальные проблемы, без которых нельзя получить правильное представление об истории Китая в целом. Проявленный ещё Бичуриным интерес к этим проблемам Захаров сумел соединить с критическим (в известной мере) подходом к источникам. Так, в статье о населении Китая приведены полученные из официальных документов данные о его численности в разные исторические периоды. При этом автор отмечал некоторые недостатки китайских источников, «не желая вводить читателя в заблуждение своими выводами, как обыкновенно доселе делали по этому предмету европейские учёные».
Особенное значение для последующей науки имело исследование Захаровым земельной собственности в Китае. В конце XVIII — первой половине XIX века в европейской, американской и российской литературе господствовала концепция, согласно которой вся земля в Китае принадлежала императору, который мог произвольно предоставлять и изымать земельные участки у своих подданных. В 40‑х годах XIX века отец Иакинф (Бичурин) высказывал мысль о наличии в Китае частной собственности на землю, но это относилось лишь к современным архимандриту отношениям. В работе о поземельной собственности Захаров описал основные принципы правового регулирования земельных правоотношений с периода реформ Шан Яна в IV веке до н. э. и до времён Империи Цин. Поскольку китайское право не было кодифицированным, информацию пришлось выявлять из большого массива энциклопедий и других обобщающих трудов. Подчас это были уникальные, до этого недоступные европейскому исследователю, источники. На основании этих данных автор, в частности, пришёл к выводу, что с 780 года н. э. в Китае право неограниченной частной собственности на землю оставалось неизменным до его времени (1853). Позднее А. Н. Хохлов обосновал, что сведения китайских источников о принадлежности всей земли монарху характеризуют не институт частной собственности, а институт суверенитета.
Уже в 1858 году «Историческое обозрение народонаселения Китая» и «Поземельная собственность…» в составе двух томов «Трудов миссии» были опубликованы в Берлине в переводе на немецкий. Эти работы вызвали немало откликов как в России, так и за рубежом. На них ссылались Лев Гумилёв, Макс Вебер, Энциклопедический словарь Мейера и многие другие учёные и издания. Статьи Захарова из «Трудов миссии в Пекине», а также предисловие к его словарю об истории маньчжурской письменности в 1982 году репринтно переизданы в Гамбурге в составе сборника под его именем.
Неопубликованной осталась рукопись Захарова «Хошоты в Хухуноре и отношение их к Китаю». Эта работа получила в 1844 году положительный отзыв архимандрита Аввакума Честно́го, писавшего, что историей монгольских племён «доселе ни кто ещё не занимался». Архимандрит уже тогда отметил основательность познаний Захарова в маньчжурской словесности и полноту охвата автором китайских источников. Кроме того, В. П. Васильев сетовал на утрату рукописи Захарова «Описание западных китайских владений». Среди известных его работ в Российской национальной библиотеке хранится «Записка о западном крае Китая». П. Е. Скачков и А. Н. Хохлов разошлись во мнениях об отождествлении этих двух наименований.

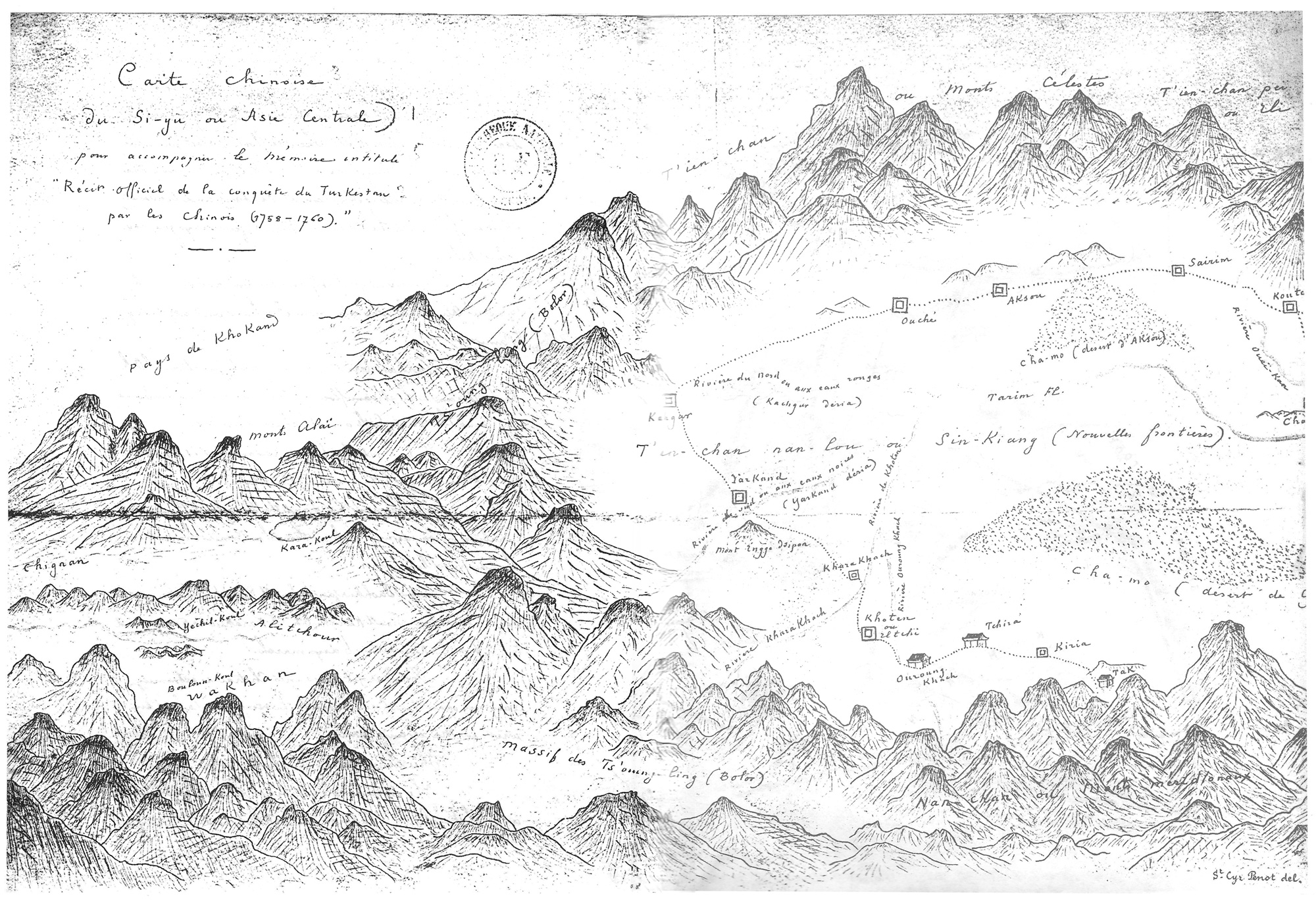
Французская копия карты Памира, составленной иезуитами да Роша и Эспинья

### Картография и климат Туркестана
Во время пребывания в составе духовной миссии в Пекине исследовал также не известные в Европе картографические источники, в том числе материалы астрономических определений, произведённых в Центральной Азии в 1750-х годах иезуитами де Роша (порт. Félix da Rocha) и Эспинья (порт. Pedro Espinha), и составленные ими карты. По предположению А. В. Постникова, именно Захаров вывез из Китая ныне хранящиеся в рукописном отделе Российской национальной библиотеки Карты всего Китая и отдельных провинций, которые были изданы в 1842 году по картам де Роша и Эспинья. На этих картах территория Китая включала Балхаш и Иссык-Куль. Астрономические наблюдения и карты, выполненные в XVIII веке, не отвечали требованиям, предъявлявшимся к информации о местности в середине XIX столетия. С использованием для их уточнения данных инструментальных топографических съёмок, проведённых русскими экспедициями в 1850-х годах, и двух пунктов, координаты которых были определены астрономически в то же время, Захаров совместно с поручиком корпуса топографов Т. Ф. Нифантьевым в 1858 году составил Карту Тянь-Шаньского хребта в Западном крае Китайской империи масштаба: 25 вёрст в дюйме и Карту Западного края Китайской империи масштаба: 50 вёрст в дюйме. На них показаны русские, а также, различными знаками, — «постоянные», «временные» и «снятые» китайские пограничные пикеты. Последняя карта была удостоена медали на Парижской географической выставке 1875 года.
Карты Захарова и Нифантьева в целом достоверно отражали общие оро-гидрографические особенности Семиречья и Тянь-Шаня. Однако точность зафиксированных на них географических координат была невысокой, поскольку в основном они были определены иезуитами в XVIII веке. В связи с этим в 1859 году Военно-топографическое депо совместно с Русским географическим обществом направило в этот регион экспедицию А. Ф. Голубева. В том же году в районе будущей русско-китайской границы инструментальную съёмку проводили А. Ф. Нифантьев и другие. Эти съёмки и материалы карты Захарова легли в основу более поздних карт, в частности, Генеральной карты Киргизских степей Западной Сибири с показанием путей от пограничных станций и укреплений к Пишпеку и Ташкенту (1859) и Карты Азиатской России (1860).
В 1864 году А. Ф. Голубевым также опубликованы результаты метеорологических исследований, основанные на записях регулярных многолетних наблюдений, проведённых Захаровым в Кульдже.

### Маньчжурский язык
Наибольшую известность И. И. Захарову принесли его труды по маньчжурскому языку. Его «Полный маньчжурско-русский словарь», опубликованный в 1875 году в типографии Императорской Академии наук, представляет собой результаты собственных исследований автора в Цинском Китае, а также синтез всего лучшего, что было в прежних словарных работах русской духовной миссии в Пекине и в учебном словаре В. П. Васильева. Захаровым также использовались маньчжурские словари, изданные самими маньчжурами. Это единственный из опубликованных словарей на европейских языках, воспроизводящий маньчжурское написание.
В отзыве на словарь В. П. Васильев утверждал, что такого полного словаря не было и в самом Китае, хотя Цинская династия и сделала много для разработки лексикографии своего родного языка. Как недостаток словаря Б. К. Пашков в советское время указывал на то, что автору следовало бы показать развитие значений слов и критичнее относиться к словарям, изданным маньчжурами. При этом Пашков признавал, что ни в России и СССР, ни за их пределами до его времени (1956) не было работ, способных этот словарь заменить.
В англоязычных рецензиях на маньчжурские словари, выходившие за пределами Китая в XX и XXI веках, в числе двух-трёх основных и наиболее полных словарей этого языка непременно упоминался и словарь Захарова, единственной проблемой которого отмечалась лишь его редкость. Первая публикация словаря маньчжурского языка, ставшая доступной для англоговорящих исследователей (), состоялась лишь век спустя после выхода словаря Захарова (в 2013 году вышло переработанное и на треть дополненное издание), при этом репринт словаря Захарова указан среди её основных источников.
Немецкая маньчжуристика куда более развита: первый маньчжурско-немецкий словарь, Х. Г. фон Габеленца, вышел в 1864 году, а в 1952—1955 годах опубликован основательный трёхтомный словарь Э. Хауэра. Немецкоязычные рецензенты в своих отзывах менее сдержаны, чем их английские и американские коллеги. В Германии, как и на родине И. И. Захарова и в XXI веке, когда маньчжурский фактически стал мёртвым языком, можно встретить суждения, что его труд — самый обширный маньчжурский словарь из когда-либо созданных в результате европейских исследований. В 1886 году П. Г. Мёллендорф писал:

Зачем нам туземные работы (имеются в виду словари на китайском, монгольском, маньчжурском, тибетском языках. — А. К.), все они были сконцентрированы и переданы в наши руки в виде замечательного полного словаря Захарова. Вы, конечно, скажете, что, ведь, он на русском языке. В настоящее время это не может быть оправданием; для изучающих маньчжурский, монгольский и другие объекты, материалы по Азии знание русского стало conditio sine qua non.
Оригинальный текст (англ.)But why use the native works at all, since all of them have been condensed and placed in our hands in the form of Sacharoff's admirable complete lexicon? Of course you will say, it is in Russian! Now-a-days no excuse; for students of Manchu, Mongol and other Asiatic subjects a knowledge of Russians has become a conditio sine qua non

За издание маньчжурско-русского словаря в 1878 году Захаров был удостоен высшей награды Русского географического общества — Константиновской медали за 1877 год.
Сходные со словарём отзывы получила и изданная Захаровым в 1879 году «Грамматика маньчжурского языка». Её характеризовали в СССР и продолжают характеризовать в России как непревзойдённую, а за их пределами как минимум — как самую полную и единственную лингвистически приемлемую из известных грамматик XIX века. Грамматику Захарова как источник продолжают использовать авторы исследований и пособий по маньчжурскому языку.
Грамматика, как и словарь, основана на собственных исследованиях автора в Китае, а также на трудах маньчжуров. Захаров использовал работы по грамматике, опубликованные в Пекине в 1730 и 1810 годах, иллюстративный материал почерпнул из них и из грамматических примечаний к маньчжуро-китайско-монгольскому трёхъязычному словарю 1792 года. Автор при написании грамматики ставил перед собой сугубо практические цели — чтобы «только точно понимать и переводить маньчжурскую речь». В связи с этим придерживался латинской грамматической терминологии, хотя, как он отмечал в предисловии, она и не в полной мере соответствует формам маньчжурского языка. В связи с тем, что для маньчжурского языка характерен фиксированный порядок слов в предложении, автор считал справедливым замечание В. П. Васильева: «Коль скоро пройдена этимология, то пройден и синтаксис». Вместе с тем Захаров планировал написание также синтаксиса как второй части грамматики, однако реализовать эту задумку не успел.
Работы И. И. Захарова по маньчжурскому, помимо предисловия к словарю в упомянутом выше сборнике, переиздавались за пределами России и СССР репринтно полностью: словарь — в 1939 году в Пекине, грамматика — в 2010 году в Фолкстоне, Великобритания, в издательстве Global Oriental (ISBN 9781905246083, ISBN 1905246080 и ISBN 9789004217843). В 1911—1930 годах австрийский синолог Эрвин фон Зах опубликовал три статьи дополнений к словарю Захарова.

## Семья
О семье И. И. Захарова сведений мало. Известно, что жену его звали Марфой Михайловной. Их дочь Мария окончила в 1879 году Смольный институт благородных девиц в Санкт-Петербурге, а в 1883 году — Женские педагогические курсы. Позднее Мария Ивановна служила в Департаменте таможенных сборов.

## В воспоминаниях современников
В бытность И. И. Захарова в составе духовной миссии в Пекине, и в особенности в период службы консулом в Кульдже, ему приходилось встречаться со многими, впоследствии ставшими известными учёными, путешественниками и дипломатами. Немало места в своих воспоминаниях или путевых заметках ему уделили И. Ф. Бабков, Ч. Ч. Валиханов, В. П. Васильев, Г. Н. Потанин, П. П. Семёнов-Тян-Шанский. Все они отзывались о Захарове как о гостеприимном хозяине и эрудированном собеседнике, большом знатоке Китая.
И. Ф. Бабков охарактеризовал его следующим образом:

Предо мной был человек среднего роста, плотного, коренастого сложения, бывший, по-видимому, в полном расцвете сил и здоровья. Его загорелое лицо с умными и проницательными глазами внушало доверие, хотя, присмотревшись к этим глазам, нельзя было не заметить в них тонкого, так сказать, дипломатического оттенка. Двадцатилетнее пребывание в Китае, по-видимому, сильно повлияло на И. И. Захарова и наложило на него какой-то особый отпечаток. Его осанка, манера держать себя, приёмы и походка — всё изобличало чистокровного китайца, одетого в европейский костюм.

Далее, сравнивая его с К. А. Скачковым, бывшим в 1859—1863 годах российским консулом в Чугучаке, написал следующее:

… обмен мнений и продолжительные беседы наши о Китае и китайцах были для меня в высшей степени полезны и поучительны. … указания Захарова были более практичны, нежели Скачкова, имевшие, так сказать, теоретический оттенок. … Захаров был активный дипломат, который шёл прямо и решительно к намеченной цели.

Бывший студент И. И. Захарова А. О. Ивановский также отмечал, что его лекции запоминались, кроме прочего, массой необыкновенно ценных и дельных примечаний в дополнение к читаемым текстам, знакомивших слушателей со многими сторонами китайской жизни, известными только человеку, долго жившему в Китае.

## Сочинения
- Историческое обозрение народонаселения Китая // Труды членов русской духовной миссии в Пекине. — 1852. — Т. 1. — С. 247—357.

Перевод: Historische Übersicht der Bevölkerungsverhältnisse China's (нем.) // Arbeiten der Kaiserlich-Russischen Gesandtschaft zu Peking. — Berlin: F. Heinicke, 1858. — Bd. 2. — S. 127—196.
- Поземельная собственность в Китае // Труды членов русской духовной миссии в Пекине. — 1853. — Т. 2. — С. 3—48.

Перевод: Über das Grundeigentum in China (нем.) // Arbeiten der Kaiserlich-Russischen Gesandtschaft zu Peking. — Berlin: F. Heinicke, 1858. — Bd. 1. — S. 1—39.
- Полный маньчжурско-русский словарь. — СПб. : Тип. Императ. Акад. наук, 1875. — [2], 2, XXX, [2], 64, [2], 1130, 6 с.
- Грамматика маньчжурского языка. — СПб. : Тип. Императ. Акад. наук, 1879. — Ч. 1. — [4], VIII, 324 с. (ч. 2 не изд.).

## Награды
- Орден Святого Станислава 3-й степени (1844)[15].
- Орден Святого Владимира 4-й степени (1850)[96].
- Орден Святой Анны 2-й степени с императорской короной (1856).
- Орден Святого Владимира 3-й степени (1864)[15].
- Константиновская медаль Императорского Русского географического общества за 1877 год[81][82].

### Комментарии
1. ↑  Однозначные сведения о дате рождения в литературе отсутствуют. В 1856 году Ч. Ч. Валиханов (1958, с. 424) отразил в своём дневнике празднование именин И. И. Захарова 29 августа (10 сентября). Поскольку предыдущий день памяти одноимённого святого приходится на 25 августа (по юлианскому календарю), наиболее вероятно, что И. И. Захаров родился 26—29 августа (7—10 сентября).
2. ↑  О годе рождения в литературе тоже приводятся различные данные: 1814 (РБС, т. 7, 1916, с. 293; СИЭ, т. 5, 1964, стб. 634; Скачков, 1977, с. 218; БРЭ, т. 10, 2008, с. 297), 1816 (Литвинов, 1904, с. 159; ЛГ, 2013, с. 261), 1817 (Селиванов, 1898, с. 58). В. В. Литвинов (там же) со ссылкой на опубликованные списки воспитанников Воронежской духовной семинарии (Воронеж. епарх. ведомости, 1882, прил., с. 240) указывал, что И. И. Захаров окончил её курс в 1837 году в возрасте 22 лет. Это согласуется с данными о рождении, указанными в большинстве авторитетных публикаций, — 1814 год, но не с данными, например, А. О. Ивановского, который сначала сообщал о смерти Захарова в 1885 году в возрасте 69 лет (ЭСБЕ, т. 12, 1894, с. 337), а затем — о его рождении в 1817‑м (БС СПбУ, т. 1, 1896, с. 261). При рождении в конце августа смерть в сентябре 1885 года в возрасте 69 лет предполагает рождение в 1816 году. 1815-й маловероятен также и исходя из данных об окончании учебного заведения в 1837 году в возрасте 22-х. Вариант с рождением в 1817‑м, в свою очередь, мог появиться в результате попытки уточнения с допущенным неправильным прочтением источника — рукописные «4» и «7», выполненные почерками XIX века, могут быть сходны до степени смешения.
3. ↑  А. О. Ивановский (БС СПбУ, т. 1, 1896, с. 262) и вслед за ним некоторые другие авторы (Селиванов, 1898, с. 59; Бартольд, т. 9, 1977, с. 153) также указывали датой смерти 20 сентября (2 октября), а в некрологе в Историческом вестнике (Исторический вестник, 1885, с. 481) — 28 сентября (10 октября).
4. ↑  Что дату смерти 20 сентября (2 октября) ставит под сомнение.
5. ↑  Кит. 常駐卡倫. Первые два иероглифа переводятся как «постоянный». Последние два, видимо, определены И. И. Захаровым как китайская транслитерация маньчж. ᡴᠠᡵᡠᠨ, согласно его словарю (Захаров, 1875, с. 262): карунь — «передовая цепь, наблюдательный пост, караул, постоянный пикет на передовой пограничной линии». Аналогично (outpost sentry, border guard) переводит karun и Норман (Norman, 1978, p. 172). По мнению В. П. Васильева, это слово через посредство монгольского вошло в русский язык в виде «караул» (Отчёт за 1877 год, с. 11—12 (прил.)).
6. ↑  Необходимое условие, букв.: «то, без чего невозможно» (лат.).

### Сноски
1. 1 2  Мясников, 2017, с. 120.
2. 1 2 3 4 5  БС СПбУ, т. 1, 1896, с. 262.
3. 1 2  Скачков, 1977, с. 219, 424—425.
4. ↑  История отечественного востоковедения, 1997, с. 326—328.
5. ↑  Воронеж. епарх. ведомости, 1885, с. 860.
6. 1 2 3  РБС, т. 7, 1916, с. 293.
7. ↑  Воронеж. епарх. ведомости, 1882, прил., с. 240.
8. 1 2  Васильев, 1885, с. 94 (Соврем. летопись).
9. ↑  Скачков, 1977, с. 149, 218—220, 360.
10. ↑  История отечественного востоковедения, 1997, с. 327.
11. ↑  Халфин, 1960, с. 41—43.
12. ↑  Скачков, 1977, с. 154, 219.
13. ↑  Гуревич, 1983, с. 269, 272.
14. ↑  Кудрявцева, 2018, с. 64.
15. 1 2 3 4 5  СГЧ, ч. 2, 1881, с. 63.
16. 1 2 3 4 5 6  Васильев, 1885, с. 106 (Соврем. летопись).
17. ↑  Скачков, 1977, с. 218—219.
18. 1 2  Васильев, 1885, с. 109 (Соврем. летопись).
19. ↑  Бартольд, т. 9, 1977, с. 153.
20. ↑  Конаков, 1947, с. 420.
21. ↑  История отечественного востоковедения, 1997, с. 328.
22. ↑  Литвинов, 1904, с. 169.
23. ↑  Языков, вып. 5, 1888, с. 54.
24. 1 2  БРЭ, т. 10, 2008, с. 297.
25. ↑  Волын. епарх. ведомости, 1885, с. 1015.
26. ↑  Фёдоров, 2018, с. 79.
27. ↑  Халфин, 1960, с. 40—42.
28. ↑  Гуревич, 1983, с. 262—272.
29. ↑  Кудрявцева, 2018, с. 62—64.
30. ↑  РКО, 2014, с. 124.
31. ↑  Халфин, 1960, с. 42—43.
32. ↑  Гуревич, 1983, с. 270—273.
33. ↑  Кудрявцева, 2018, с. 65—68.
34. ↑  Гуревич, 1983, с. 269—270.
35. ↑  Попов, 1927, с. 197.
36. ↑  Халфин, 1960, с. 43—44.
37. ↑  Скачков, 1977, с. 219.
38. ↑  Васильев, 1885, с. 100—101 (Соврем. летопись).
39. 1 2  Бабков, 1912, с. 184—185.
40. ↑  Попов, 1927, с. 196.
41. ↑  Сладковский, 1974, с. 273—274.
42. ↑  Валиханов, 1958, с. 394.
43. ↑  Сладковский, 1974, с. 245—246.
44. ↑  Границы Китая, 2001, с. 152—155.
45. ↑  РКО, 1958, с. 35.
46. ↑  Бабков, 1912, с. 198.
47. ↑  РКО, 1958, с. 46—49.
48. ↑  Сладковский, 1974, с. 246.
49. ↑  Границы Китая, 2001, с. 153—156.
50. ↑  СИЭ, т. 5, 1964, стб. 634.
51. ↑  Никифоров, 1970, с. 8—9.
52. 1 2  Никифоров, 1970, с. 9.
53. ↑  Хохлов, 1974, с. 162—167.
54. ↑  Даньшин, 2016, с. 162—163.
55. ↑  Хохлов, 1974, с. 167—168.
56. ↑  Хохлов, 1974, с. 170—173.
57. ↑  Cordier, vol. 1, 1904, col. 530, 556, 566.
58. ↑  ЛГ, 2013, с. 261.
59. ↑  Weber, 1991, S. 66, 291.
60. ↑  MGKL, Bd. 4, 1903, S. 36, 42.
61. ↑  Bieg, 1983, S. 74.
62. 1 2  История отечественного востоковедения, 1997, с. 326.
63. ↑  Постников, 2007, с. 230—232.
64. ↑  Отчёт за 1877 год, с. 15 (прил.).
65. ↑  Постников, 2007, с. 232—234.
66. ↑  Голубев, 1864, с. 1—2 (Геогр. летопись).
67. ↑  Отчёт за 1877 год, с. 13—14 (прил.).
68. 1 2 3  Пашков, 1956, с. 10.
69. 1 2  Brumbaugh, 1971, p. 972.
70. ↑  Отчёт за 1877 год, с. 12 (прил.).
71. ↑  Скачков, 1977, с. 226.
72. ↑  Thayer, 1920, p. 140.
73. ↑  Boltz, 1978, p. 77.
74. 1 2  Wadley, 2013, p. 165.
75. ↑  Norman, 1978.
76. ↑  Wadley, 2013, pp. 163, 165.
77. ↑  Norman, 1978, p. xii.
78. ↑  Georg, 2009, S. 309.
79. ↑  Möllendorff, 1886, p. 181.
80. 1 2  Конаков, 1947, с. 419.
81. 1 2  Отчёт за 1877 год, с. 107.
82. 1 2  Известия, 1878, т. 14, с. 41—42 (отд. 1).
83. ↑  Francis, 1964, S. 214—215.
84. ↑  Аврорин, 2000, с. 16.
85. ↑  Gorelova, 2010, p. 126.
86. ↑  Захаров, 1879, с. I—VIII.
87. ↑  Пашков, 1956, с. 10—11.
88. ↑  Zach, 1911.
89. ↑  Черепнин, т. 3, 1915, с. 603.
90. ↑  Бабков, 1912, с. 184—185, 188.
91. ↑  Валиханов, 1958, с. 391—393, 396—397, 415, 417, 424—426 и др..
92. ↑  Васильев, 1885, с. 94—110 (Соврем. летопись).
93. ↑  Потанин, 1983, с. 63—67.
94. ↑  Семёнов-Тян-Шанский, 1947, с. 130, 185—186.
95. ↑  Скачков, 1977, с. 163.
96. ↑  Кудрявцева, 2018, с. 65.

### Справочные издания
| БРЭ     | Большая российская энциклопедия. — М. : Большая рос. энцикл.. — Т. 10. — 2008. — 767 с. — Из содерж.: Захаров, Иван Ильич. — С. 297. — ISBN 978-5-85270-341-5. |
| БС СПбУ | Биографический словарь профессоров и преподавателей императорского С.-Петербургского университета за истекшую третью четверть века его существования. 1869—1894. — СПб. : Тип. и литогр. Б. М. Вольфа. — Т. 1. — 1896. — [4], 419 с. — Из содерж.: Захаров, Иван Ильич / А. О. Ивановский. — С. 261—262.             |
| ЛГ      | Лев Гумилёв : Энцикл. / Сост. Т. К. Шанбай. — М. : Худож. лит., 2013. — 704 с. — Из содерж.: Захаров, Иван Ильич. — С. 261. — ISBN 978-5-280-03645-1. |
| РБС     | Русский биографический словарь / Под наблюдением А. А. Половцова. — СПб. — Т. 7. — 1916. — [2], 588 с. — Из содерж.: Захаров, Иван Ильич / Михайлов. — С. 293—294. |
| РКО     | Русско-китайские отношения. 1689—1916 : Сб. док. — М. : Восточная литература, 1958. — 140 с. |
|         | Русско-китайские отношения в Центральной Азии в XIX — начале XXI в. : Сб. док. / Алтайский университет. — Барнаул : Азбука, 2014. — 624 с. — Из содерж.: Рапорт генерал-губернатора Западной Сибири Г. Х. Гасфорда … об открытии российских консульств в Кульдже и Чугучаке. — С. 124—125. — ISBN 978-5-93957-775-5. |
| СГЧ     | Список гражданским чинам IV класса : Испр. по 20 янв. 1881 г. — СПб. : тип. Правительствующего сената, 1881. — 48, 848 с. — (Список гражданским чинам первых четырёх классов ; ч. 2). — Из содерж.: Захаров, Иван Ильич. — С. 63.                                                                                    |
| СИЭ     | Советская историческая энциклопедия. — М. : Советская энциклопедия. — Т. 5. — 1964. — 960 стб. — Из содерж.: Захаров, Иван Ильич / П. Е. Скачков. — Стб. 634. |
| ЭСБЕ    | Энциклопедический словарь / Изд. Ф. А. Брокгауз и И. А. Ефрон. — СПб. — Т. 12 : Жилы — Земпах. — 1894. — Из содерж.: Захаров, Иван Ильич / А. О. Ивановский. — С. 337. |
| MGKL    | Meyers Großes Konversations-Lexikon : [нем.]. — 6 Aufl. — Leipzig u. Wien : Bibliogr. Inst. — Bd. 4. — 1903. — 908 S. — Ex cont.: China. — S. 34—56. |
|         | |